# Kilbourne (Illinois)
Kilbourne es una villa ubicada en el condado de Mason en el estado estadounidense de Illinois. En el Censo de 2010 tenía una población de 302 habitantes y una densidad poblacional de 131,16 personas por km².

## Geografía
Kilbourne se encuentra ubicada en las coordenadas 40°9′7″N 90°0′42″O / 40.15194, -90.01167. Según la Oficina del Censo de los Estados Unidos, Kilbourne tiene una superficie total de 2.3 km², de la cual 2.3 km² corresponden a tierra firme y (0%) 0 km² es agua.

## Demografía
Según el censo de 2010, había 302 personas residiendo en Kilbourne. La densidad de población era de 131,16 hab./km². De los 302 habitantes, Kilbourne estaba compuesto por el 99.01% blancos, el 0% eran afroamericanos, el 0.33% eran amerindios, el 0.33% eran asiáticos, el 0% eran isleños del Pacífico, el 0% eran de otras razas y el 0.33% pertenecían a dos o más razas. Del total de la población el 0.99% eran hispanos o latinos de cualquier raza.